# Analista numérico
Um analista numérico é uma pessoa que trabalha no campo da análise numérica, o estudo de soluções aproximadas, mas precisas, para problemas difíceis.
As primeiras análises numéricas foram feitas por astrônomos e engenheiros civis.
Um matemático puro pode ficar satisfeito com a prova de que existe uma solução única para um problema; um analista numérico desenvolve um procedimento para realmente calcular a solução em um tempo razoável e com uma precisão especificada.
As origens da análise numérica moderna estão muitas vezes ligadas ao artigo de 1947 de John von Neumann e Herman Goldstine, mas outros consideram a análise numérica moderna remontando a 1912 por Edmund Taylor Whittaker.
Alguns notáveis analistas numéricos incluem Lloyd Nicholas Trefethen e Douglas Hartree.